# Scorpaena
Scorpaena – rodzaj ryb skorpenokształtnych z rodziny skorpenowatych (Scorpaenidae). W literaturze polskiej określane są nazwą skorpeny.

## Zasięg występowania
Przedstawiciele rodzaju Scorpaena najczęściej zasiedlają rafy koralowe, ale można je spotkać również w ciepłych wodach strefy umiarkowanej.

## Klasyfikacja
Gatunki zaliczane do tego rodzaju:
| - Scorpaena afuerae - Scorpaena agassizii - Scorpaena albifimbria - Scorpaena angolensis – skorpena angolańska - Scorpaena annobonae - Scorpaena ascensionis - Scorpaena azorica - Scorpaena bergii - Scorpaena brachyptera - Scorpaena brasiliensis - Scorpaena brevispina - Scorpaena bulacephala - Scorpaena calcarata - Scorpaena canariensis - Scorpaena cardinalis - Scorpaena cocosensis - Scorpaena colorata - Scorpaena dispar - Scorpaena elachys - Scorpaena elongata - Scorpaena fernandeziana - Scorpaena gasta - Scorpaena grandicornis - Scorpaena grandisquamis - Scorpaena grattanica - Scorpaena guttata – skorpena kalifornijska - Scorpaena hatizyoensis - Scorpaena hemilepidota - Scorpaena histrio - Scorpaena inermis - Scorpaena isthmensis | - Scorpaena izensis - Scorpaena jacksoniensis - Scorpaena lacrimata - Scorpaena laevis - Scorpaena loppei - Scorpaena maderensis - Scorpaena melasma - Scorpaena mellissii - Scorpaena miostoma - Scorpaena mystes - Scorpaena neglecta - Scorpaena normani - Scorpaena notata – skorpena najeż - Scorpaena onaria - Scorpaena orgila - Scorpaena papillosa - Scorpaena pascuensis - Scorpaena pele - Scorpaena pepo - Scorpaena petricola - Scorpaena plumieri – skorpena cętkowana - Scorpaena porcus – skorpena brązowa - Scorpaena russula - Scorpaena scrofa – skorpena pospolita, skorpena - Scorpaena sonorae - Scorpaena stephanica - Scorpaena sumptuosa - Scorpaena thomsoni - Scorpaena tierrae - Scorpaena uncinata |

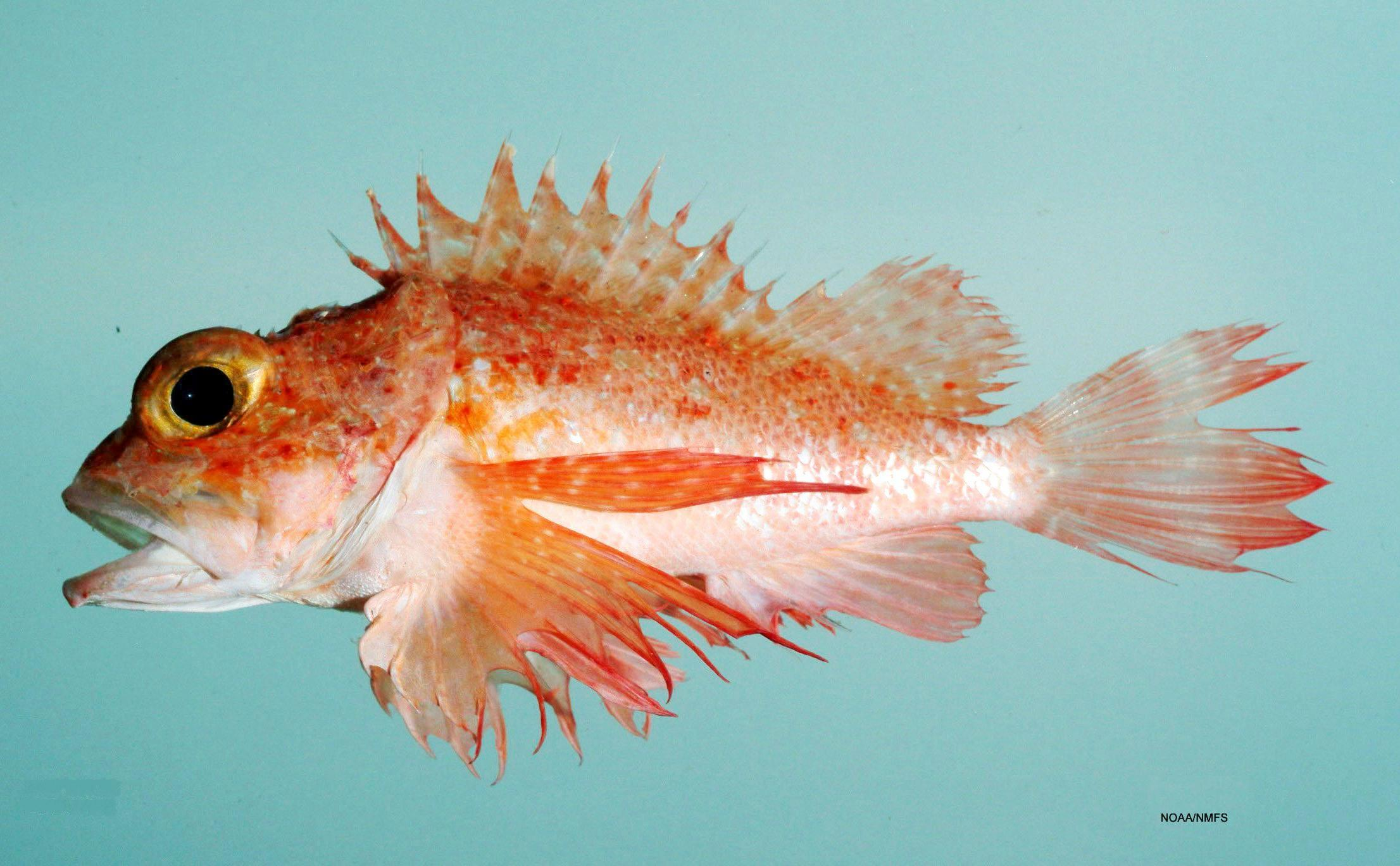
Scorpaena agassizii
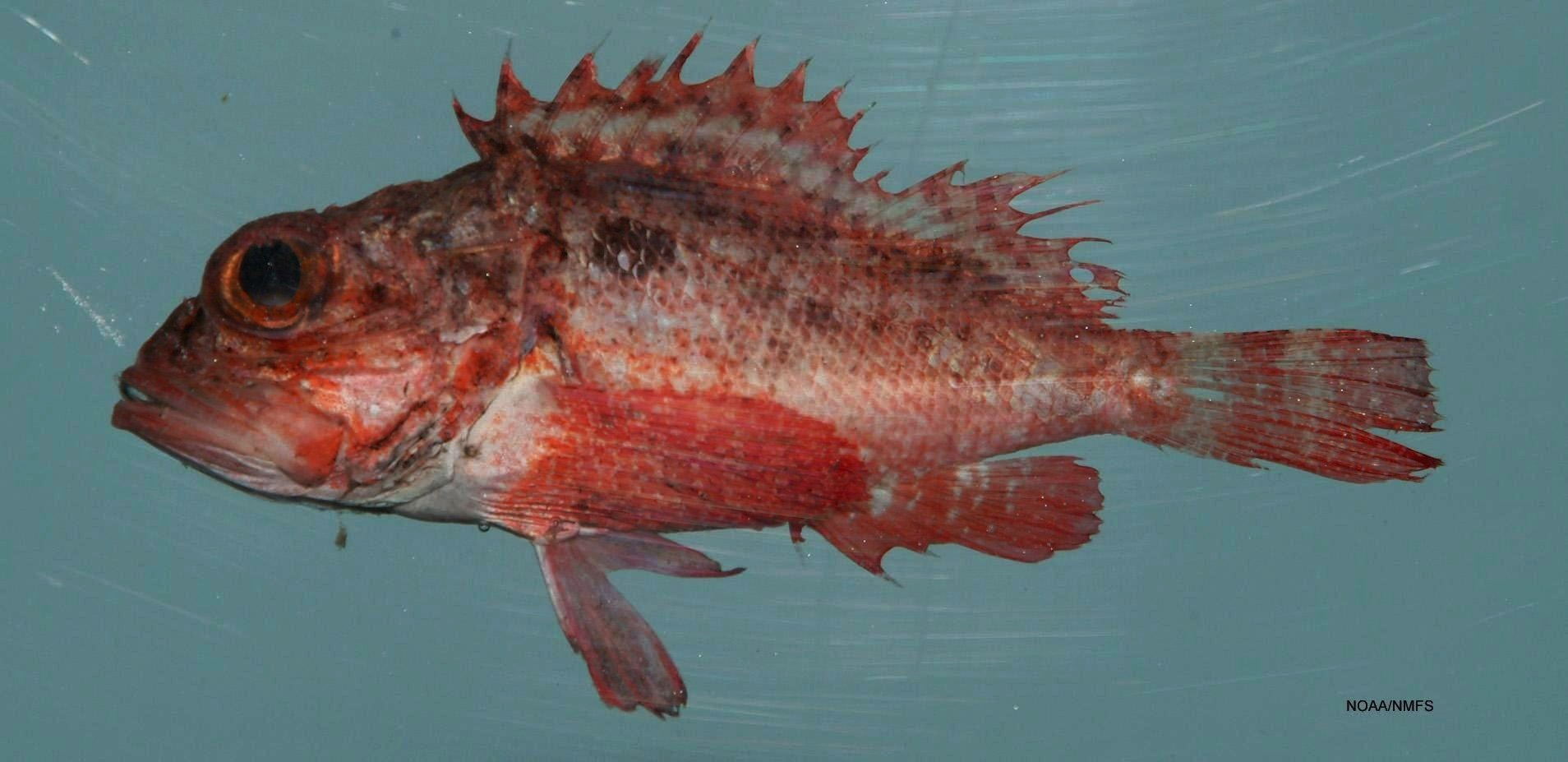
Scorpaena brasiliensis
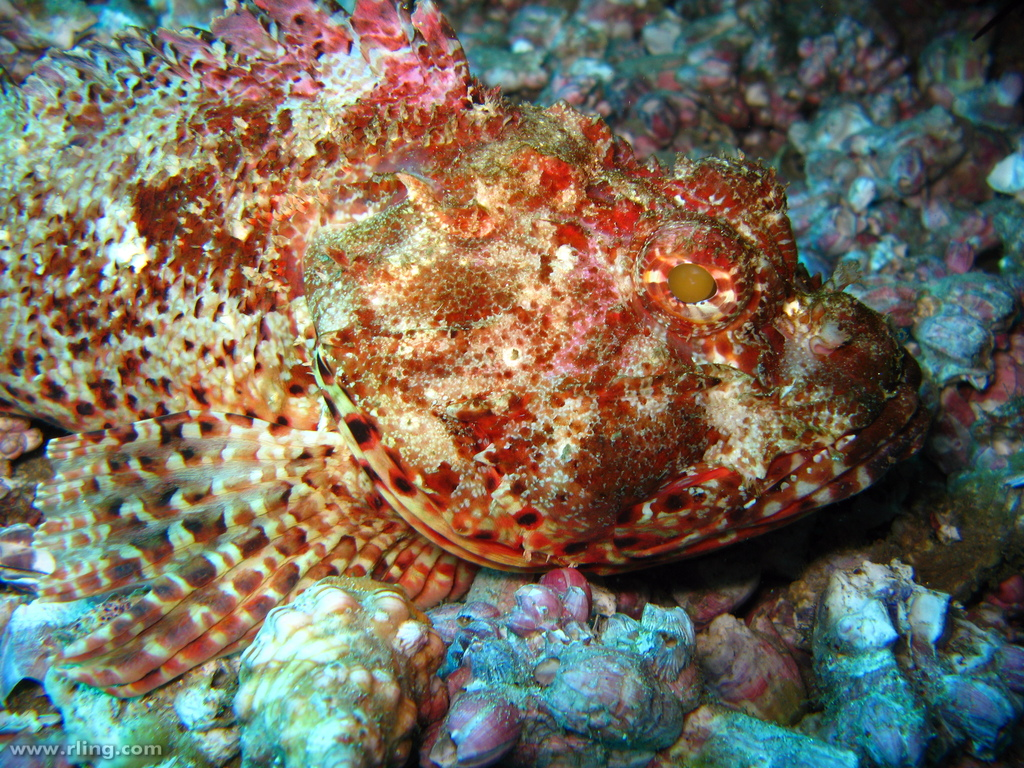
Scorpaena jacksoniensis
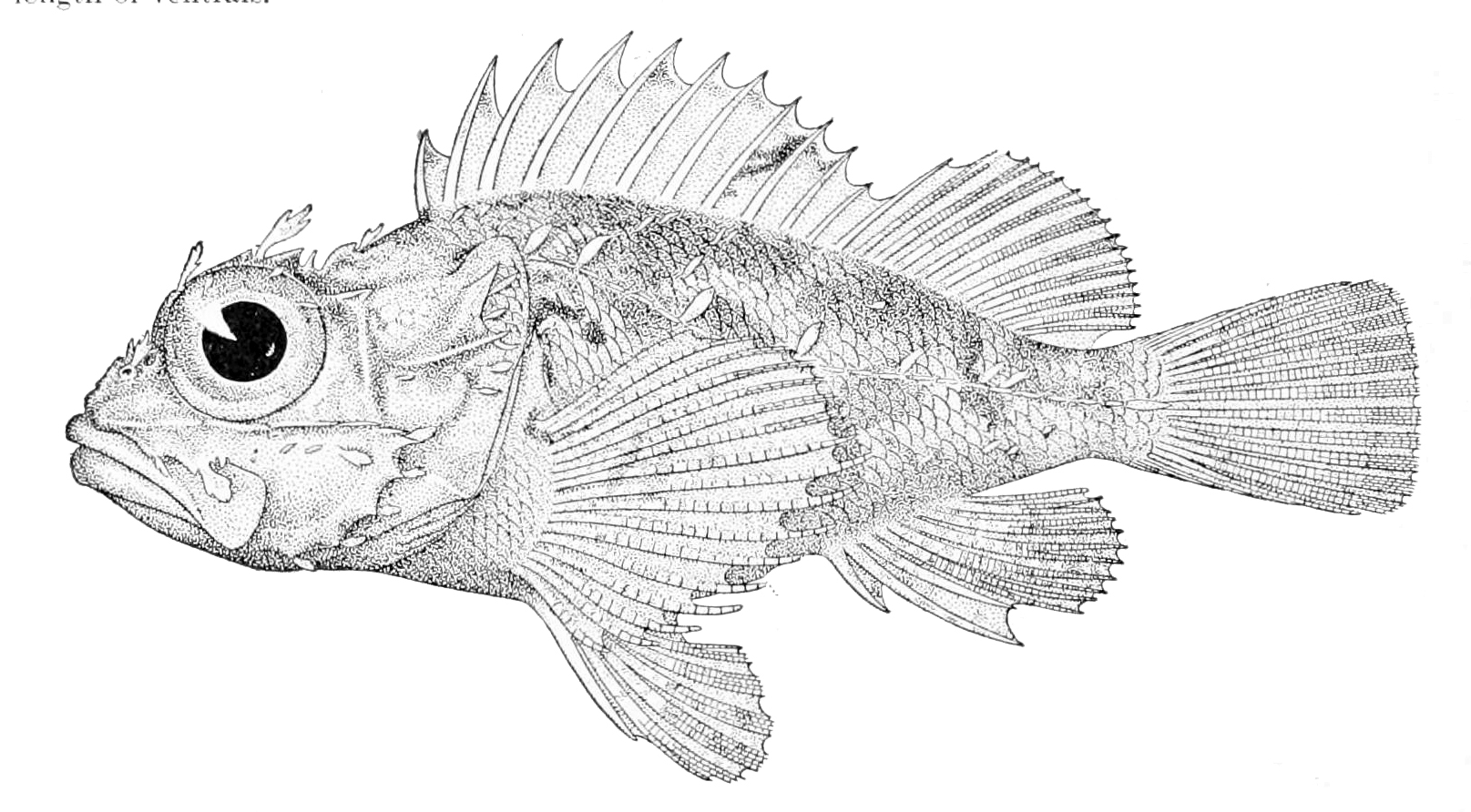
Scorpaena colorata
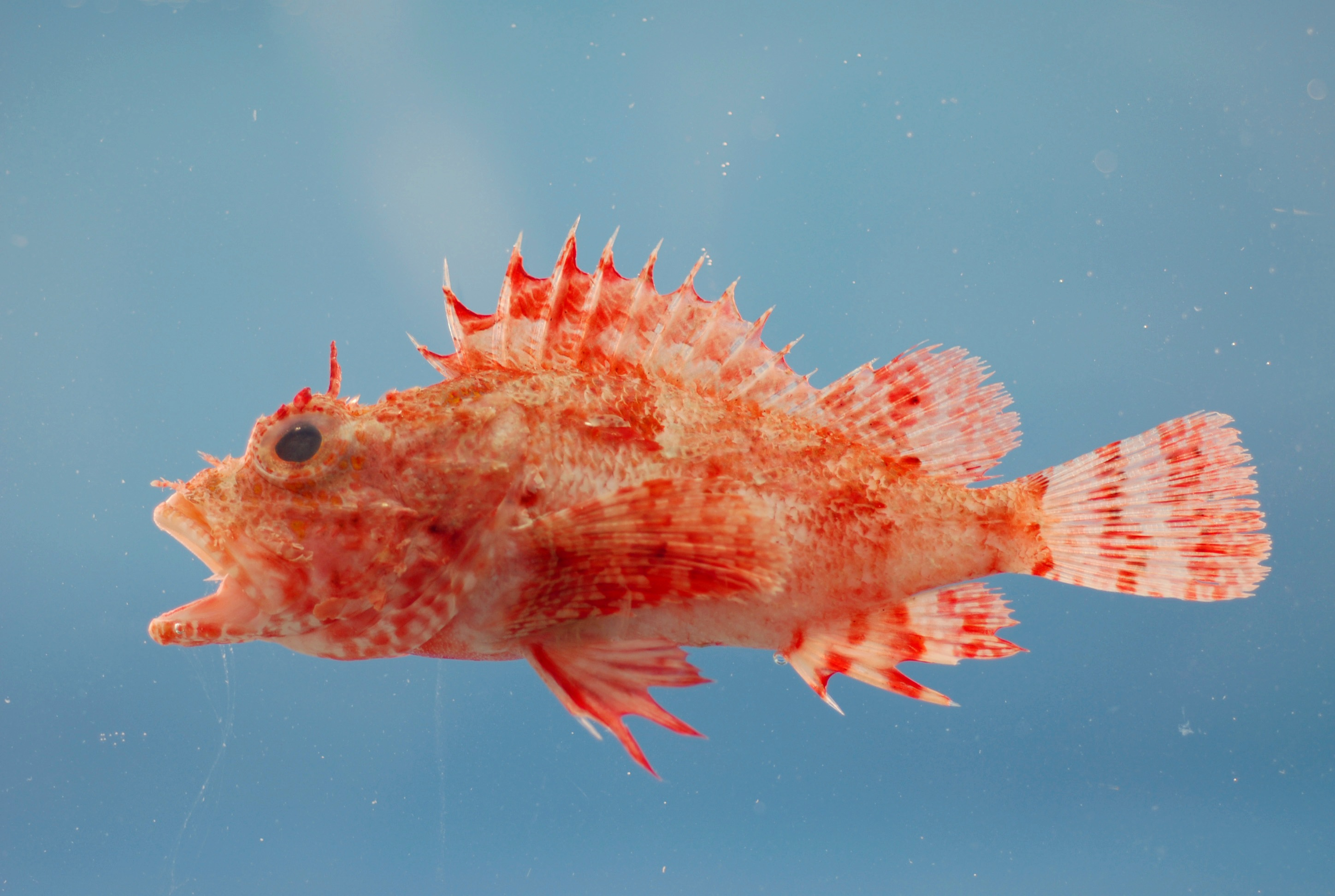
Scorpaena dispar
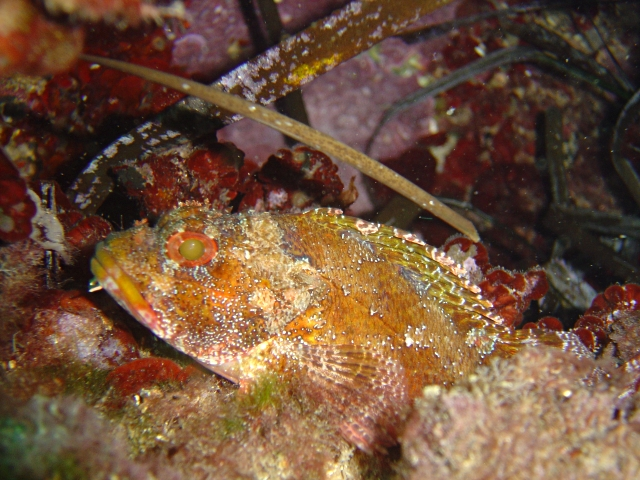
Scorpaena elongata
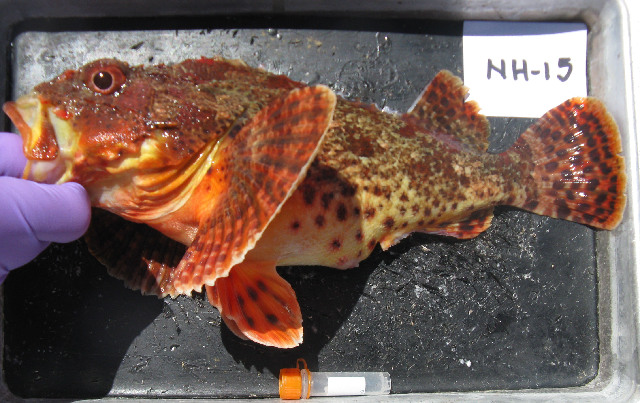
Scorpaena guttata
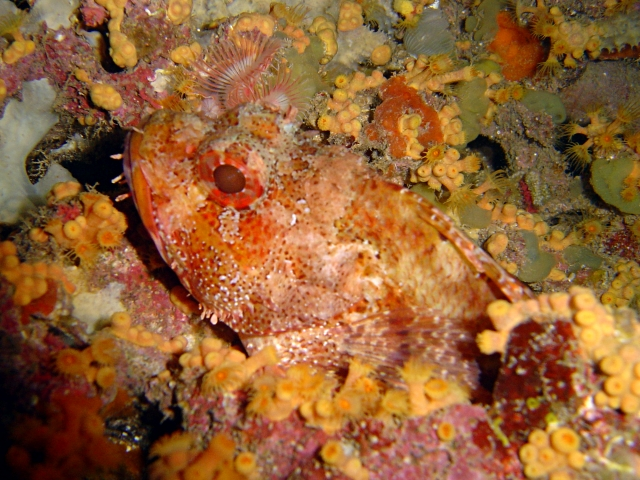
Scorpaena loppei
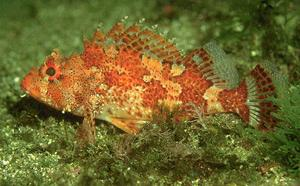
Scorpaena maderensis
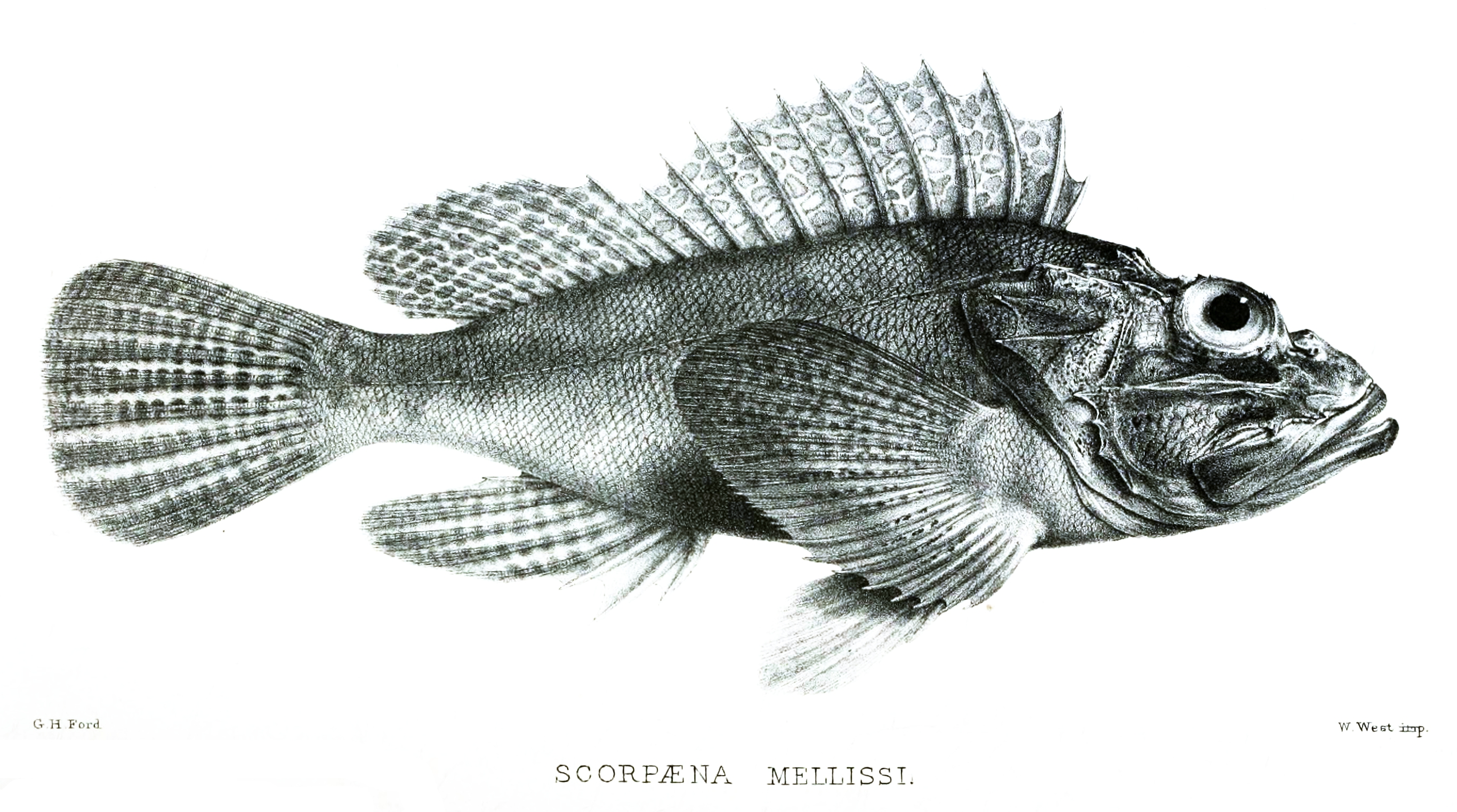
Scorpaena mellissii
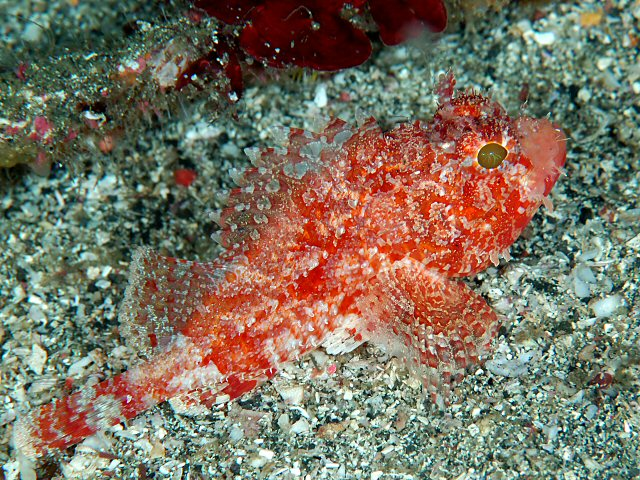
Scorpaena miostoma
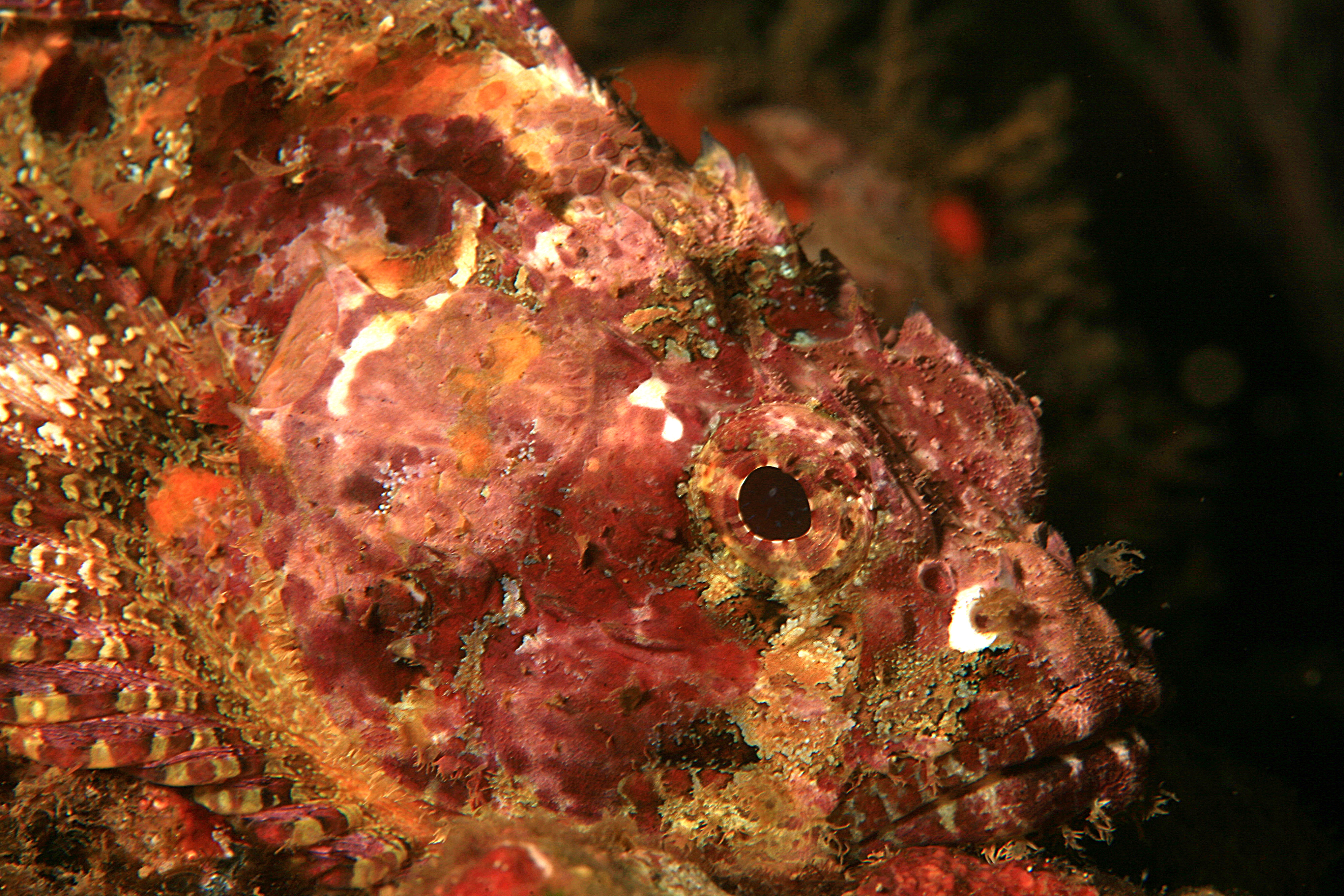
Scorpaena mystes
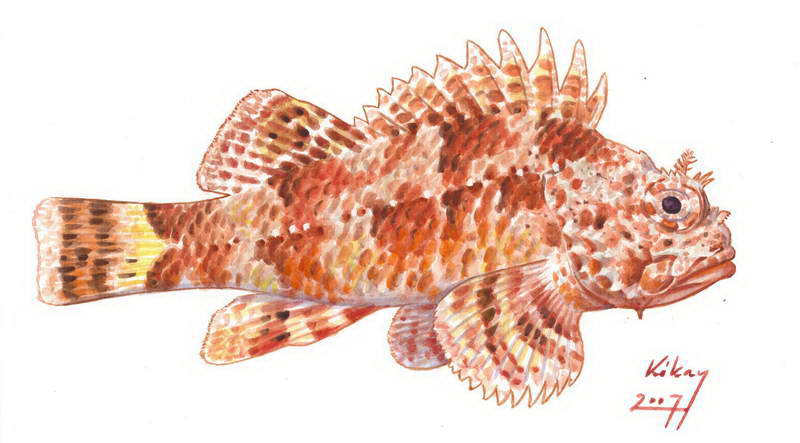
Scorpaena notata
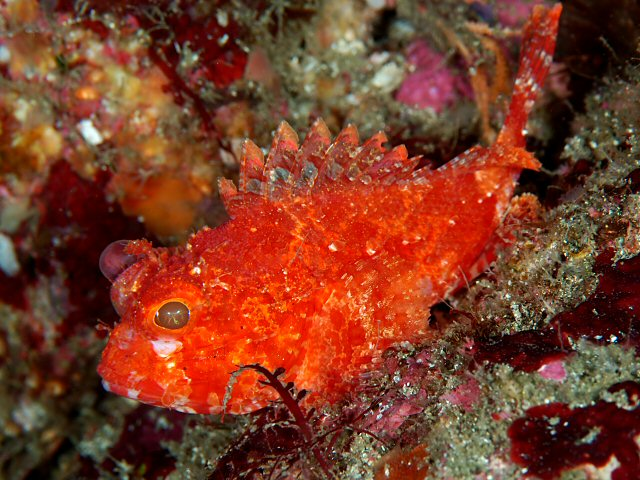
Scorpaena onaria
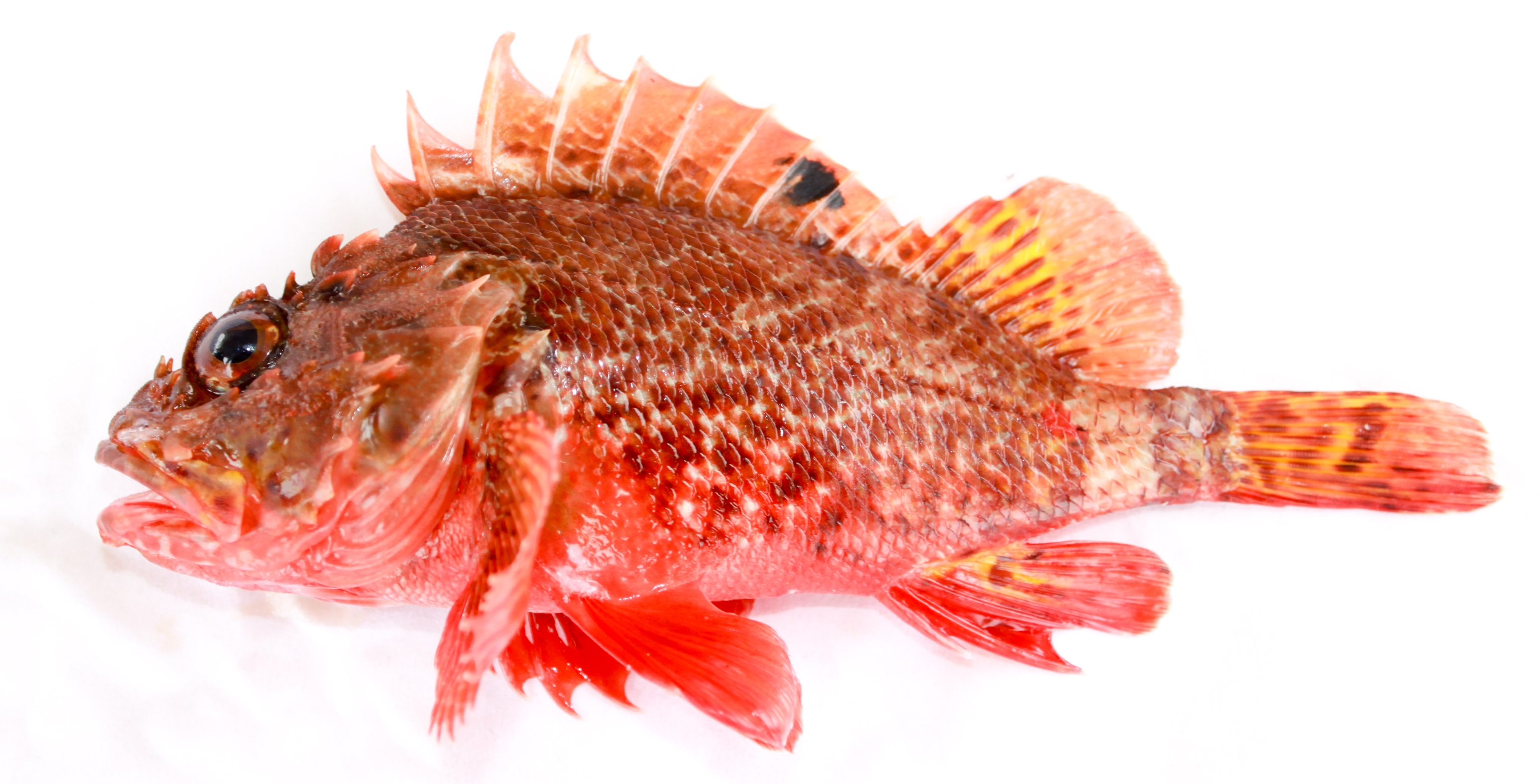
Scorpaena papillosa
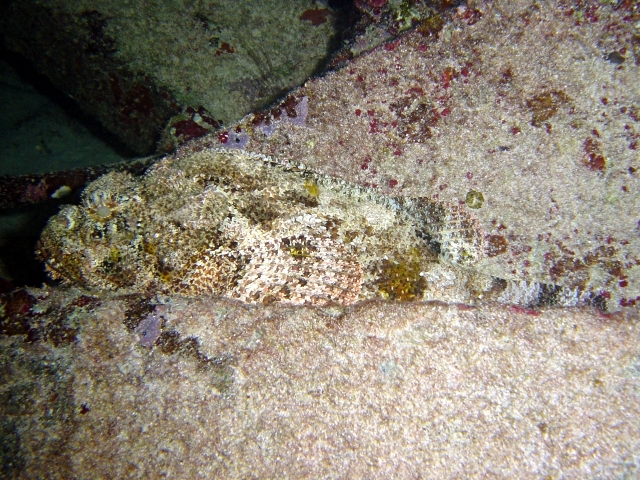
Scorpaena plumieri
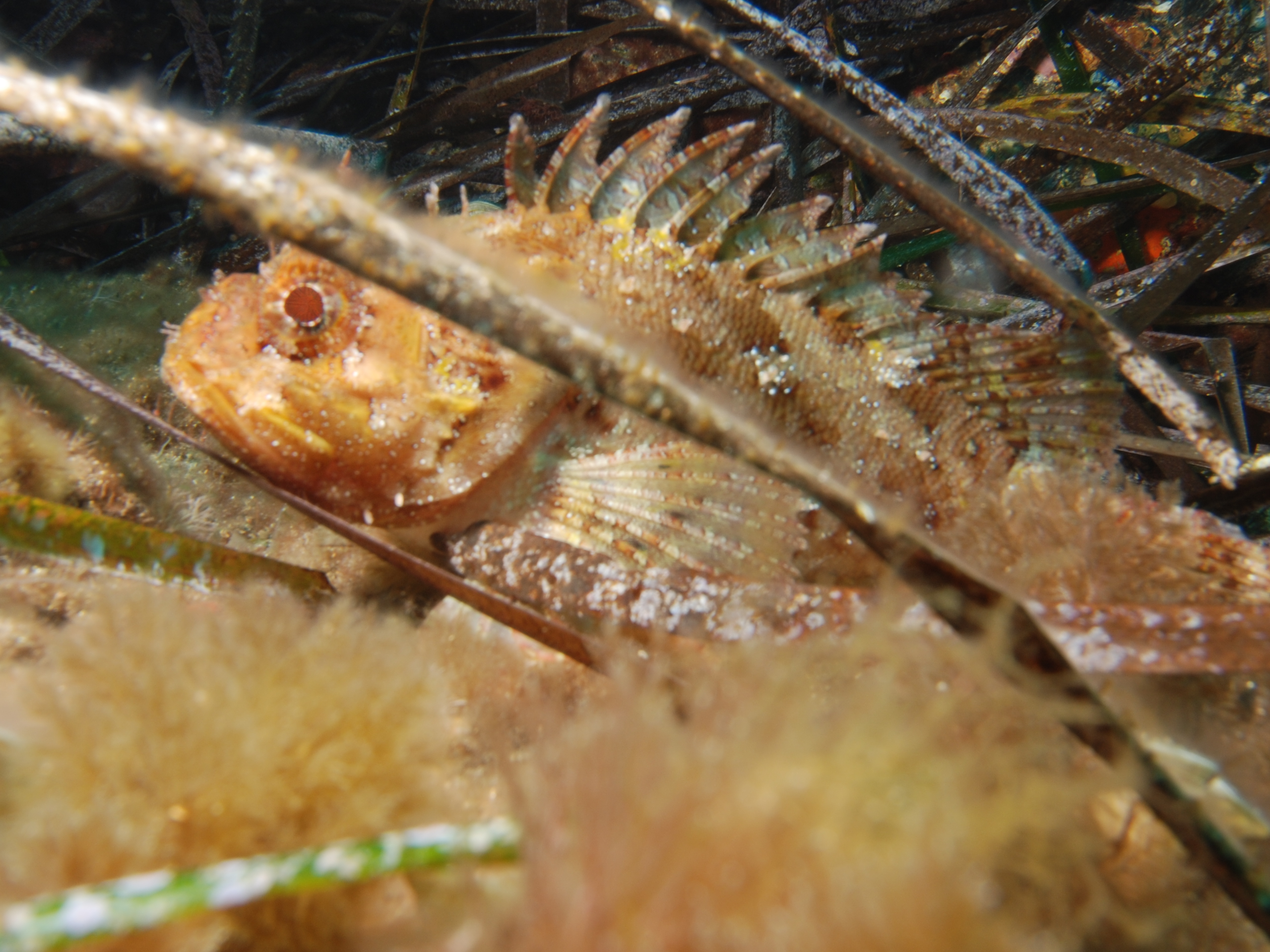
Scorpaena porcus
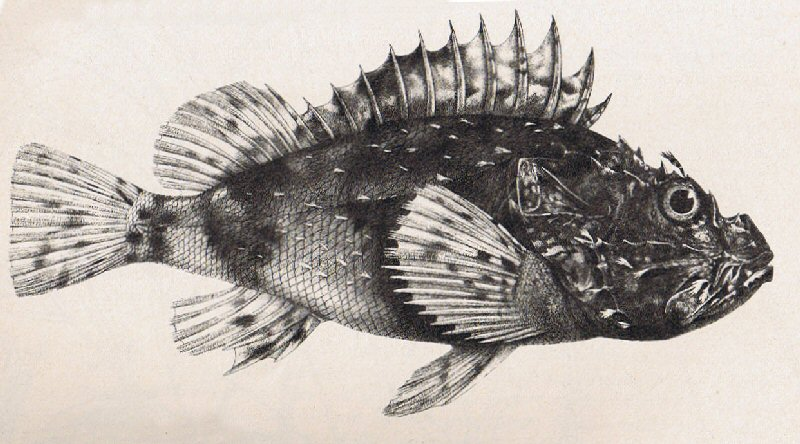
Scorpaena thomsoni